# Arca (Ponte de Lima)
Arca ist ein Ort und eine ehemalige Gemeinde (Freguesia) im nordportugiesischen Kreis Ponte de Lima der Unterregion Minho-Lima. Die Gemeinde hatte 926 Einwohner (Stand 30. Juni 2011).
Am 29. September 2013 wurden die Gemeinden Arca und Ponte de Lima zur neuen Gemeinde Arca e Ponte de Lima zusammengeschlossen.